# Kateryna Tkačova
Kateryna Tkačova (in ucraino Катерина Ткачова?; Charkiv, 21 ottobre 1998) è una nuotatrice artistica ucraina.

## Palmarès
- Giochi europei

Baku 2015: bronzo nel libero combinato e nella gara a squadre.